# Fresnedoso de Ibor (kommunhuvudort)
Fresnedoso de Ibor är en kommunhuvudort i Spanien.   Den ligger i provinsen Provincia de Cáceres och regionen Extremadura, i den centrala delen av landet, 170 km sydväst om huvudstaden Madrid. Fresnedoso de Ibor ligger 516 meter över havet och antalet invånare är 349.
Terrängen runt Fresnedoso de Ibor är huvudsakligen kuperad, men den allra närmaste omgivningen är platt. Terrängen runt Fresnedoso de Ibor sluttar norrut. Runt Fresnedoso de Ibor är det glesbefolkat, med 8 invånare per kvadratkilometer. Närmaste större samhälle är Castañar de Ibor, 10,0 km sydost om Fresnedoso de Ibor. 